# Hammerson
Hammerson plc ist ein Immobilien- und Investmentunternehmen aus Großbritannien, welches an der London Stock Exchange im Leitindex FTSE 100 gelistet war. Das Unternehmen hat seinen Hauptsitz in London, Grosvenor Street 10.
Im August 2016 kündigte Hammerson an, dass seine Aktien auch an der Johannesburger Börse notiert werden sollten. Die Marktkapitalisierung an der Londoner Börse lag Anfang August 2016 bei über 4,3 Milliarden Pfund Sterling.

## Geschichte
Die Firma wurde von Lewis Hammerson gegründet, der 1942 in Immobilien investierte und Häuser in Wohnungen umwandelte. Seine Firma L.W. Hammerson & Co erweiterte 1948 in Gewerbeimmobilien und wurde 1954 zum börsennotierten Unternehmen. Die ersten Schritte außerhalb Großbritanniens in den sechziger Jahren führten nach Australien, Neuseeland und die  Vereinigten Staaten. In den 1970er Jahren zog es den Konzern auf den Kontinent nach Großbritannien zurück. das Einkaufszentrum Brent Cross in London wurde entwickelt, das erste große überdachte Einkaufszentrum im Land. In den neunziger Jahren wurden die Aktivitäten außerhalb Europas verkauft und weitere Immobilien in Europa erworben. Im Jahr 2003 wurde das Bullring-Einkaufszentrum in Birmingham eröffnet, eines der größten Einzelhandelszentren Großbritanniens.

## Aktivitäten
Im Mai 2017 verwaltete Hammerson in Europa 21 Einkaufszentren, 18 Fachmarktzentren und 19 Factory-Outlet-Center mit einer Verkaufsfläche von 2,2 Millionen Quadratmetern. Das Portfolio besitzt einen Wert von 10 Milliarden £.

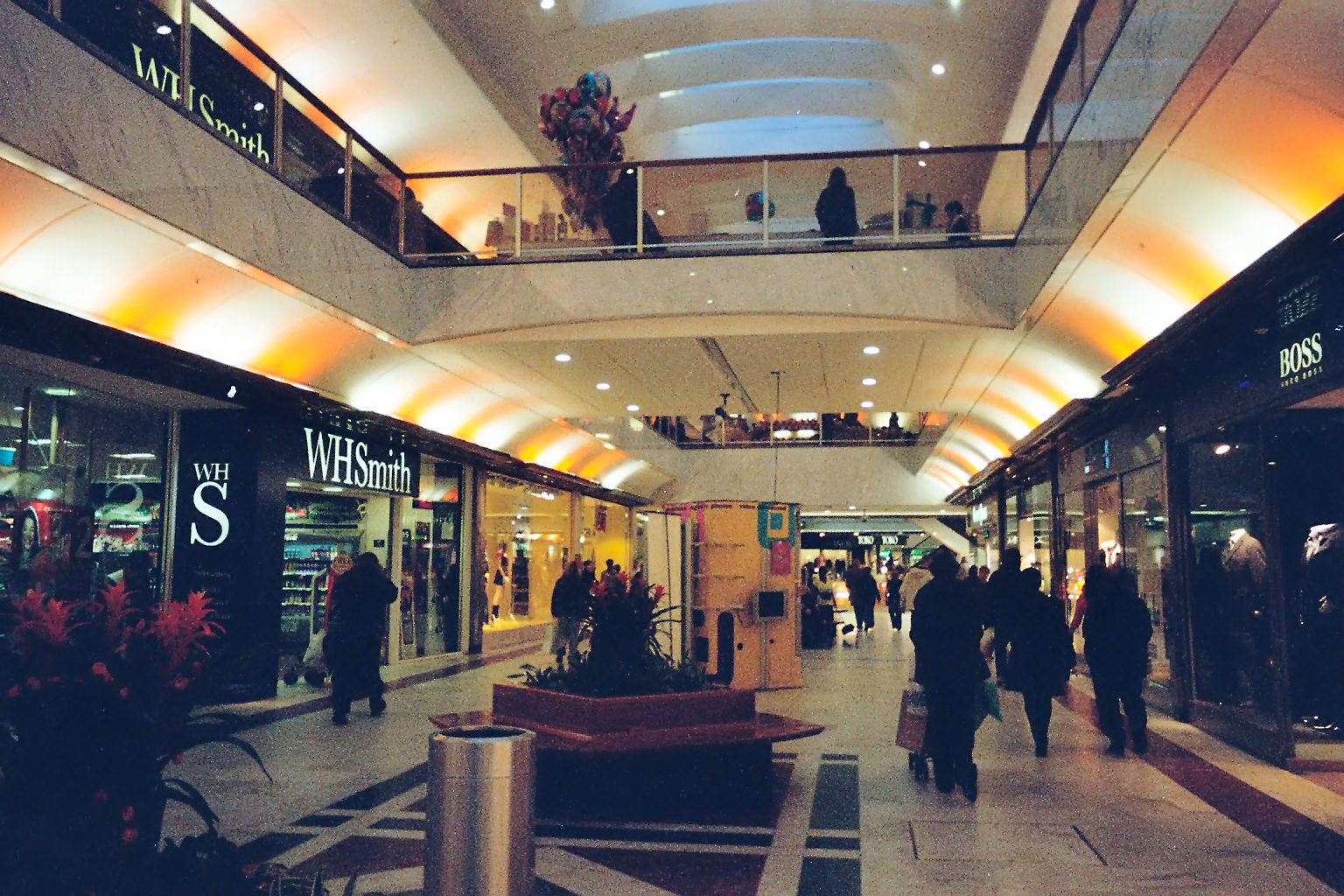
Brent Cross Shopping Center in London

Die Aufteilung nach Ländern stellt sich wie folgt dar:
- 34 % Vereinigtes Königreich Einkaufszentren
- 21 % Frankreich
- 17 % Factory-Outlet-Center
- 13 % Vereinigtes Königreich Fachmarktzentren
- 9 % Irland
- 6 % Entwicklungsprojekte und anderes

Die wichtigsten Objekte sind:
- Swords Pavilions, Dublin, Irland
- Dundrum Town Centre, Dublin, Irland
- Ilac Centre, Dublin, Irland
- Brent Cross, London, England
- Cabot Circus, Bristol, England
- Espace Saint-Quentin, Saint-Quentin-en-Yvelines, Frankreich
- Grand Central, Birmingham, England
- Highcross, Leicester, England
- Italie 2, Paris, Frankreich
- Les 3 Fontaines, Cergy-Pontoise, Frankreich
- O'Parinor, Aulnay-sous-Bois, Frankreich
- Bullring, Birmingham, England
- The Oracle, Reading, England
- WestQuay, Southampton, England
- Union Square Shopping Centre, Aberdeen, Schottland
- Victoria Gate, Leeds, England
- Victoria Quarter, Leeds, England